# غيرة الأطفال

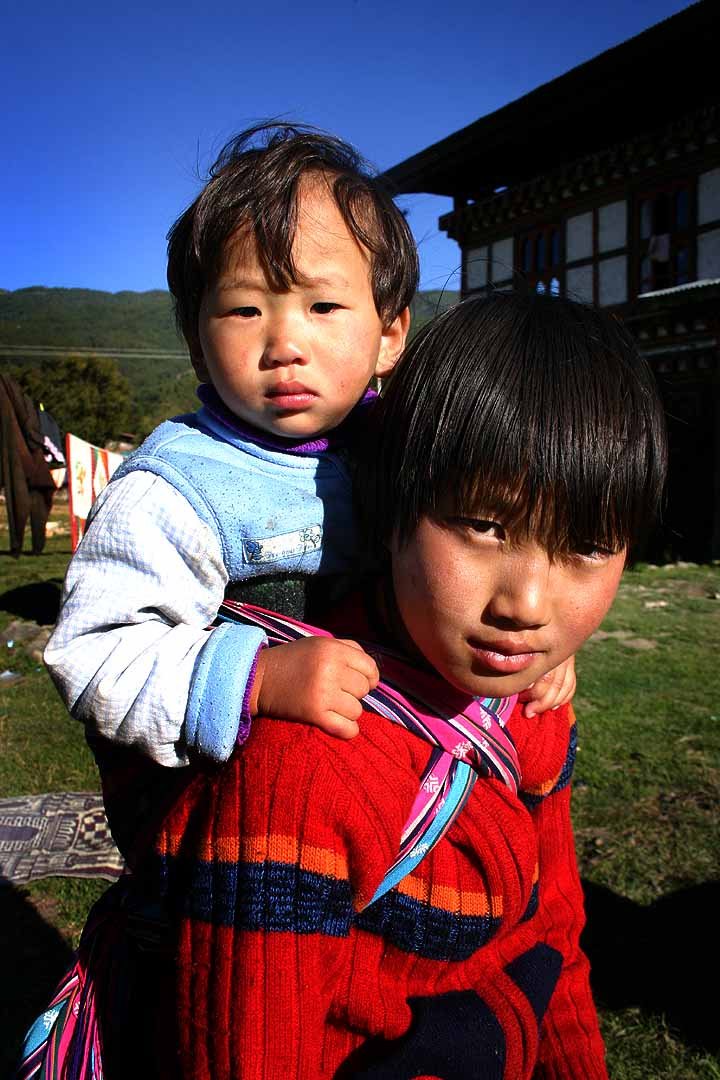

الغيرة عند الأطفال هي أسلوب تعويضي مصطنع، حيث يقوم الطفل بخفي مشاعره اتجاه المولود الجديد ويظهر الحب له لكن في الحقيقة يود ضربه، ويمكن أن يقوم الطفل بسلوك عدواني تجاه أخيه بهدف لفت النظر إليه، ويحول كراهيته إلى أمه؛ بسبب الاهتمام بالأخ الأصغر، وقد يتظاهر بالمرض أو البكاء للفت انتباه الأم

## مظاهر جذب نظر الوالدين إليه
1. شرب الحليب بالزجاجة
2. النوم في سرير الطفل
3. التبول بالفراش ليلاَ
4. التحدث بأسلوب الأطفال
5. مص الإصبع
6. البقاء والالتصاق بأمه كلما حاولت الاقتراب أو حمل الطفل الصغير

## أسبابها
1. عدم الثقة بالنفس، وهي من العوامل المساعدة على تكوين الغيرة لدى الأطفال حيث يشعر الطفل بضعف قدراته، وينظر إلى الآخرين على أنهم أفضل منه ولا يستطيع معرفة قدراته التي يتميز بها بالأخص عندما يكون الطفل مريض أو معاق أو يشعر بالاختلاف عن الأطفال الآخرين
2. ولادة طفل جديد، فالطفل حتى بداية حياته يحظى باهتمام الجميع ويشعر بالتملك لكل شيء ويقل هذا الاهتمام عند ولادة طفل جديد في العائلة وهذا التغير قد يترتيب على ميل الطفل للعناد وسلوكيات أخرى سلبية؛ لجذب الانتباه له كالبكاء والتظاهر بالمرض والتبول اللاإرادي.
3. تمييز المعاملة بين الأبناء من حيث الجنس (ذكر أو أنثى) أو تميز البعض عن الآخر، حيث تظهر الغيرة عند الأطفال من الاهتمام بالأخ الآخر -ويظهر ذلك في المستقبل- ومن خلال أشكال التميز وإعطاء الطفل امتيازات أكثر من إخوته كونه مريض أو معاق وقد يتمنى الطفل المرض أحيانًا وقد يكره أخاه

## أنواع الغيرة
1. الغيرة من المولود الجديد، ويظهر هذا عندما تقوم الأم بالاهتمام بالأخ الأصغر وإهمال الطفل الكبير
2. المقارنة بين الأخوة، ويتمثل في المقارنة بين الإخوة على أساس الذكاء أو التحصيل الدراسي أو التفوق أو الجمال أو البنية القوية، فمقارنة الطفل الضعيف بأخيه المتفوق يولد الغيرة والحقد لديه اتجاه اخيه
3. الغيرة عند الأطفال المعاقين جسديًا، ويقوم على حرمان الطفل من القيام بالشيء الذي يريده من قبل إخوته الأصحاء وعدم معرفة الأهل للتعامل مع الطفل المعاق سوف يؤثر عليه
4. العقاب الجسدي، فعقاب الطفل بالضرب عند إظهار الغيرة من أخيه يولد لديه مشاعر سلبية وعداء نحو أخيه
5. عدم سماح الأهل للطفل بإبداء مشاعر الغضب والغيرة، حيث أن عدم السماح للطفل بإظهار مشاعر الغيرة على نحو سليم يساهم في كتمان مشاعره ويشعر الطفل أنه منبوذ وغير مرغوب به فيزيد من شعوره بالإحباط وعدم الثقة بالنفس
6. تحميل الطفل الكبير فوق طاقته، فتحميل الطفل الكبير المسؤولية دائمًا على أنه القدوة لإخوته ومحاسبته على تصرفاته الطفولية، مما يقوم بتصرفات لا تناسب عمره ويلجأ إلى النكوص، ويعود إلى تصرفات تشبه تصرفات أخيه الصغير مثل التبول اللارادي والجلوس بحضن الأم.
7. الأنانية، حيث ترتبط الغيرة بالأنانية، فتتولد الغيرة لدى الطفل كلما زاد الإحساس بالأنانية
8. غيرة الأخ الأصغر من الأخ الأكبر سنًا، ويظهر هذا النوع من الغيرة عند اهتمام الأهل بالطفل الأكبر وإهمال الصغير وهذا أسلوب خاطئ لدى الأهل كإعطاء الطفل الصغير كل ما سبق استعماله من الطفل الأكبر حتى الملابس والألعاب والأحذية وغيرها، وهذا يشعره بعدم وجود الخصوصية وإهمال الوالدين له.

## الوسائل السلبية للتعبير عن الغيرة
1. الصراخ وتخريب الأغراض أو السرقة والتدمير
2. الاعتداء الجسدي بالضرب
3. الإزعاج وإلقاء الشتائم وإقلاق الراحة
4. عندما يكون الطفل بعد العاشرة من العمر تأخذ الغيرة شكل التجسس والوشوشة والإيقاع بالاخرين

## الإشارات المترتبة على غيرة الأطفال
1. إظهار الطفل مشاعر عدم السعادة نتيجة فقدان الحب والحنان الذي كان يحظى به من الوالدين
2. تفريغ مشاعر العدوانية تجاه الطفل الصغير الذي يكون منافسًا له أو نحو الوالدين أو الممتلكات الشخصية بمحاولة إتلافها
3. عدم الرغبة بالأشياء التي تُقدم له

## طرق القضاء على الغيرة
1. إشعار الطفل بأنه أصبح كبيرًا وناضجًا ويُعتمد عليه في المساعدة في رعاية الطفل الأصغر وأنه سوف يكون قدوته ويتعلم منه.
2. مساعدة الطفل الكبير برعاية أخيه الصغير كتكليفه بمراقبته؛ حتى يشعر أنه لا زال محبوب ويشعر بالاهتمام من والديه وعدم تأثير ولادة الصغير على معاملة الوالدين له
3. توليد المنافسة الإيجابية بين الإخوة على أن لا تصل إلى مستوى الصراع ودون مقارنة الأطفال ببعضهم مع احترام قدرات كل طفل

## تعديلسلوكالغيرة
يمكن هذا عن طريق:
1. عدم التدليل الزائد والمساواة بين الإخوة وحسن المعاملة وعدم التميز
2. البعد عن المشاكل والخلافات في الأجواء الأسرية
3. عدم المقارنة بين الأطفال ومراعاة قدرات كل طفل

## أفعال ينبغي على الوالدين فعلها لمنع ظهور الغيرة
1. إعلام الطفل وتمهيده لاستقبال مولود جديد وخلق علاقة حب بينهم؛ حتى لا يشعر الطفل أنه منافس له
2. عدم المبالغة في إظهار الحب والاهتمام للمولود الجديد أمام الطفل
3. عدم مدح أحد الأبناء وتجاهل الآخرين على اعتبار أن لكل طفل شخصيته الخاصة والمستقلة
4. عدم التفرقة في التعامل مع الأطفال والمساواة بين الذكور والإناث
5. عدم تقديم امتيازات كثيرة للطفل المريض حتى لا تجعله يتمارض أكثر فيشعر إخوته بالغيرة منه
6. عدم إهمال الطفل الأول والاستمرار في تلبية حاجاته والاهتمام به
7. عدم إعطاء الطفل الأصغر الاهتمام الكثير حتى لا يشعر الطفل الأكبر أنه عائق أمام تحقيق مطالبه ورغباته
8. مشاركة الطفل الكبير في رعاية الطفل وتوكيله بعض المهام والاهتمام به
9. عدم المقارنة بين الأطفال؛ لأن لكل طفل مرحلة عمرية مختلفة وميول أخرى ويجب مراعاة ما يتناسب مع مراحلهم العمرية[1]

## قراءات أُخرى
1. جليل وديع شكور، العنف والجريمة، الدار العربية للعلوم، بيروت، 1997
2. مصطفى حجازي، التخلف الاجتماعي، معهد الإنماء العربي، بيروت 1976
3. مصطفى التير، العنف العائلي، مطابع أكادمية نايف، الرياض 1997
4. هدى حسيني، المرجع في الإرشاد التربوي، بيروت، أكاديميا 2000
5. محمد نجاتي، الحديث النبوي وعلم النفس، بيروت، دار الشروق 1989